# Fantamady Keita
Fantamady Keita fou un futbolista malià dels anys 70.
Jugà amb la selecció de futbol de Mali, amb la qual disputà la Copa d'Àfrica de Nacions 1972 on arribà a la final i fou el màxim golejador de la competició.
Pel que fa a clubs, destacà defensant els colors de clubs del futbol francès, com Stade Rennais o AS Angoulême. També jugà a AS Réal de Bamako, al Pontevedra CF i a Philadelphia.